# Boulevard Saint-Denis
Der Boulevard Saint-Denis [bulvaʁ sɛ̃ də‘ni, -sɛ̃ dni, -sɛ̃nni] ist mit 210 Metern Länge der kleinste der Grands Boulevards des Rive Droite. Er grenzt im Süden an das 2. und 3. und im Norden an das 10. Arrondissement.

## Lage und Zugang
Er ist Teil der Grands Boulevards, die von West nach Ost um den Kern von Paris verlaufen: Boulevard de la Madeleine, Boulevard des Capucines, Boulevard des Italiens, Boulevard Montmartre, Boulevard Poissonnière, Boulevard Bonne-Nouvelle, Boulevard Saint-Denis, Boulevard Saint-Martin, Boulevard du Temple, Boulevard des Filles-du-Calvaire und Boulevard Beaumarchais.
Demnach liegt ein Abschnitt der Grands Boulevards zwischen der Porte Saint-Martin und der Porte Saint-Denis. Hier liegt auch die Métro Station Strasbourg – Saint-Denis.

## Namensursprung
Der Boulevard hat seinen Namen von der nahe gelegenen Rue Saint-Denis, die ihrerseits ihren Namen der Tatsache verdankt, dass sie direkt von der Pont au Change (deutsch Geldwechslerbrücke) zur Stadt Saint-Denis führte, wo sich die Nekropole der Könige von Frankreich befindet.

## Geschichte

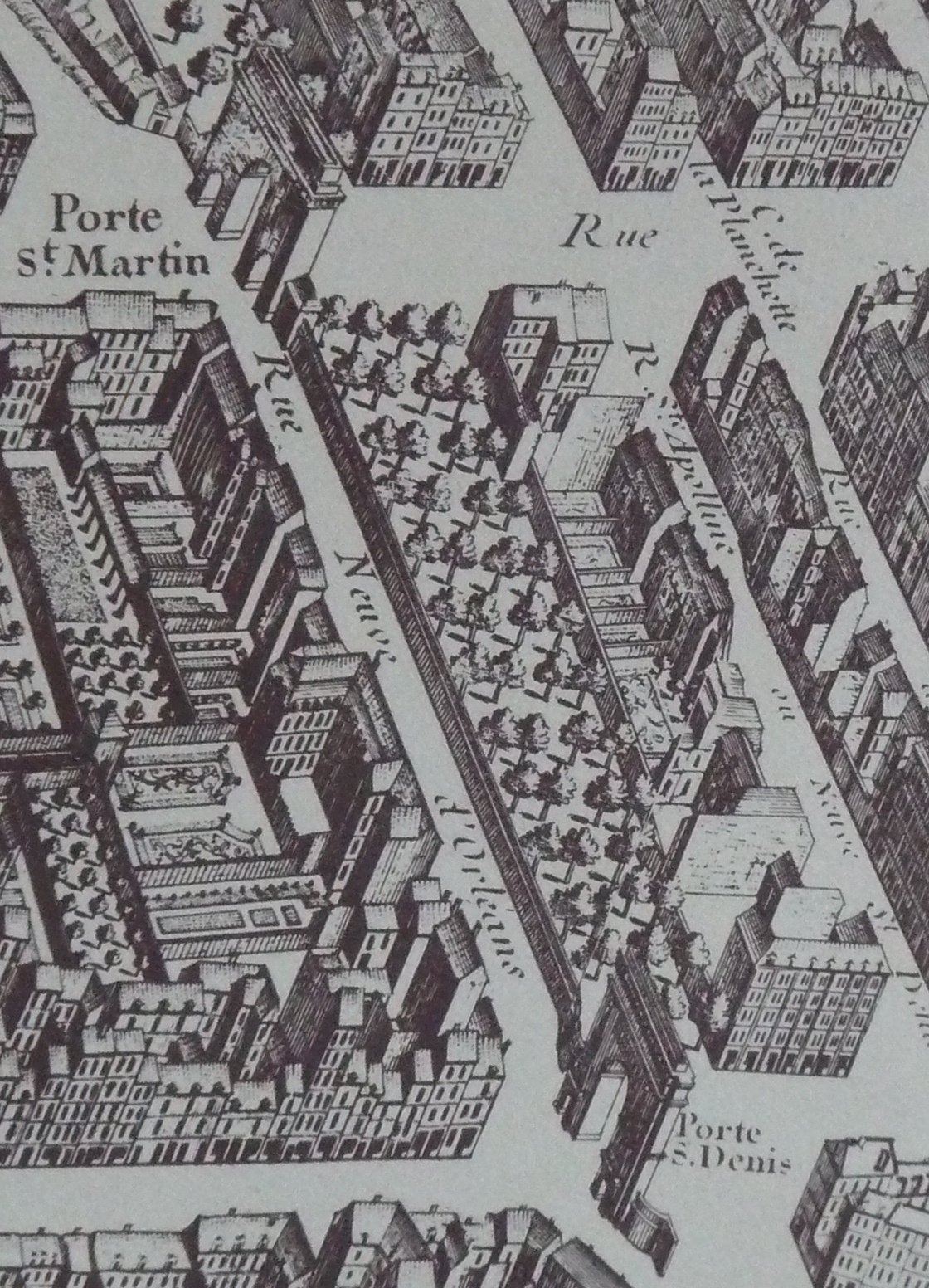
Plan de Turgot – Rue Neuve d’Orléans (heute: Boulevard Saint-Denis) mit den beiden Stadttoren; 1739
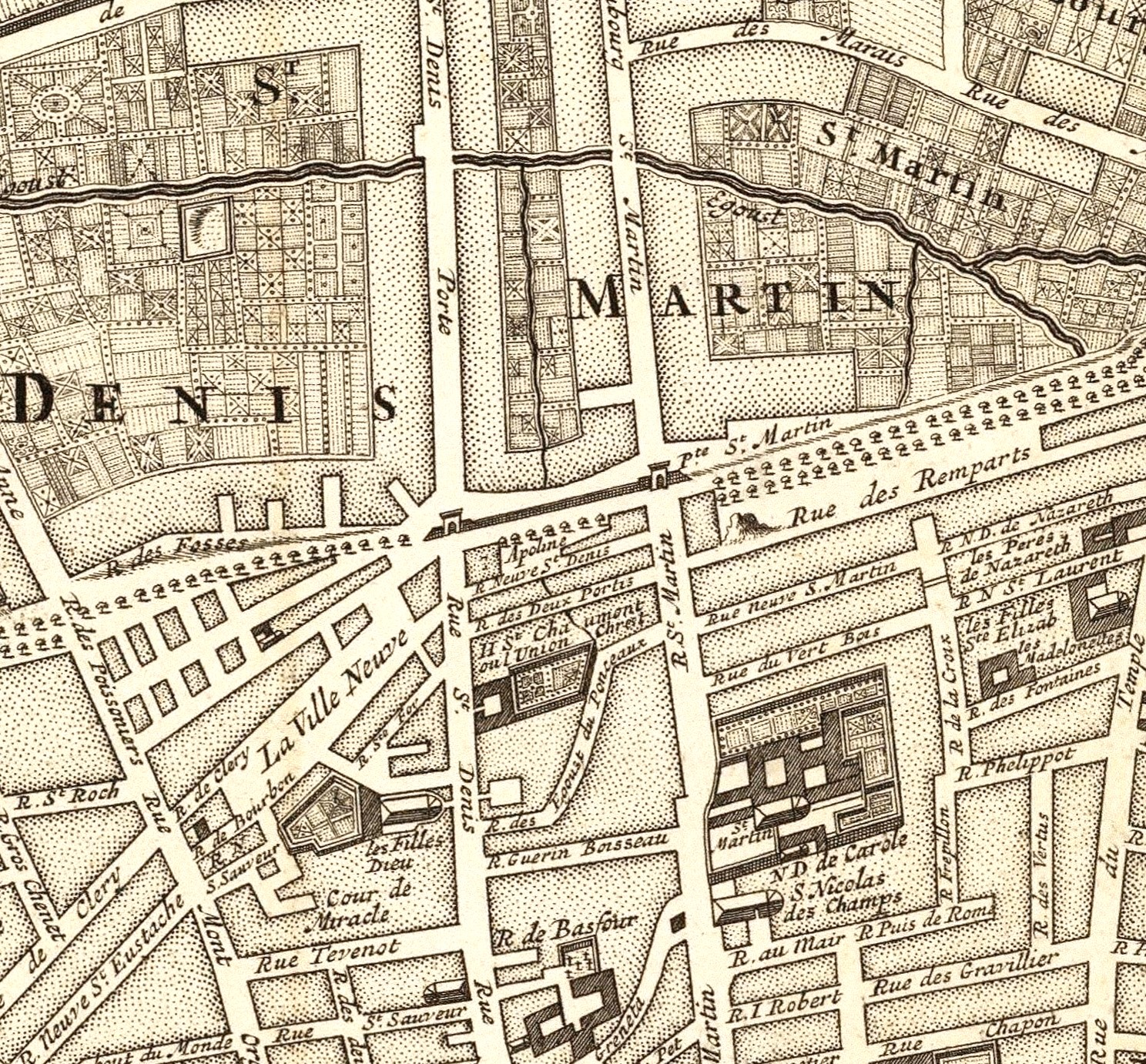
Boulevard Saint-Denis - Covens&Mortier: Le plan de Paris, ses faubourgs et ses environs (1742)
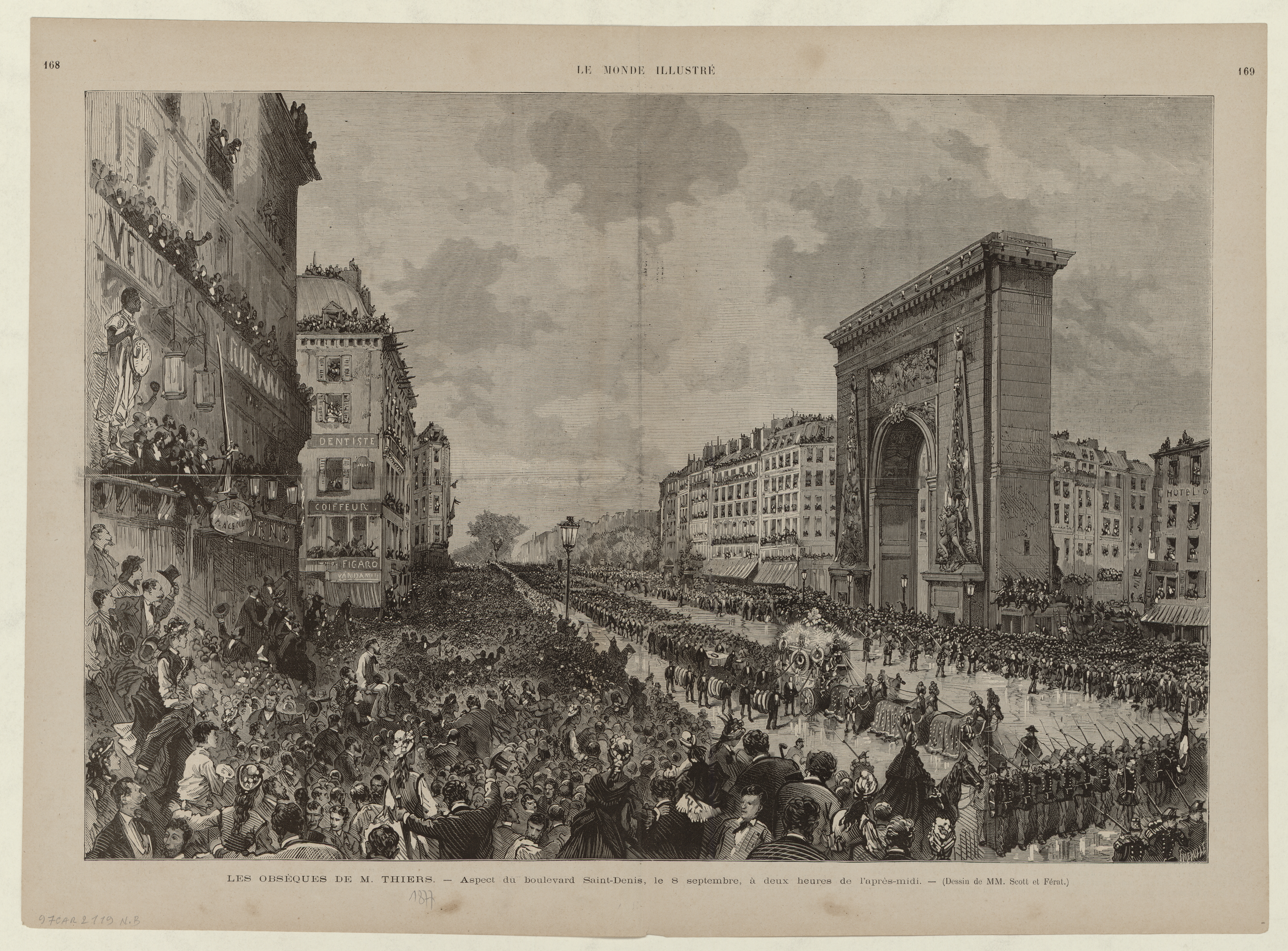
Boulevard Saint-Denis – Die Beerdigung von Adolphe Thiers am 15. September 1877
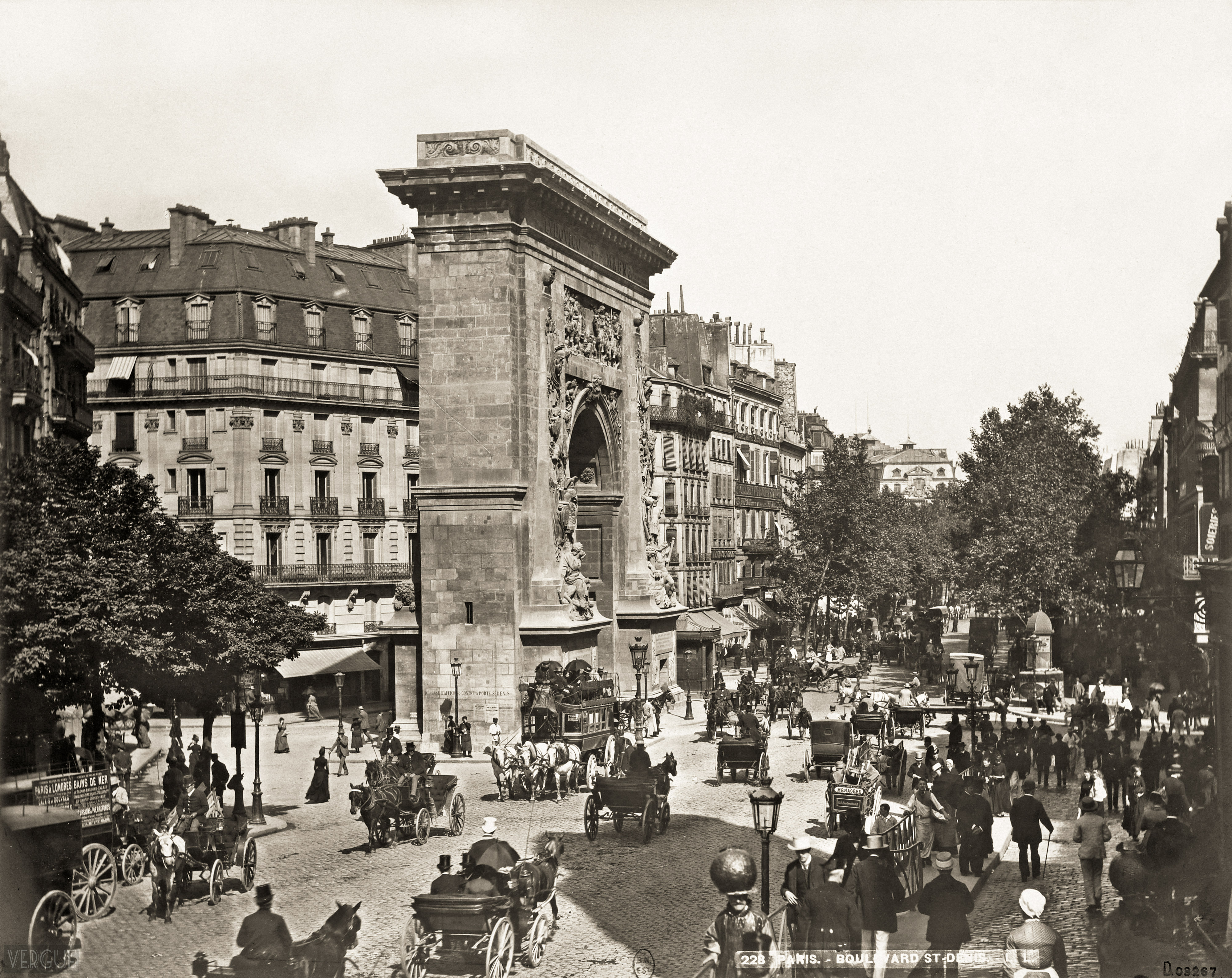
Boulevard Saint-Denis mit der Porte Saint-Denis (um 1889)
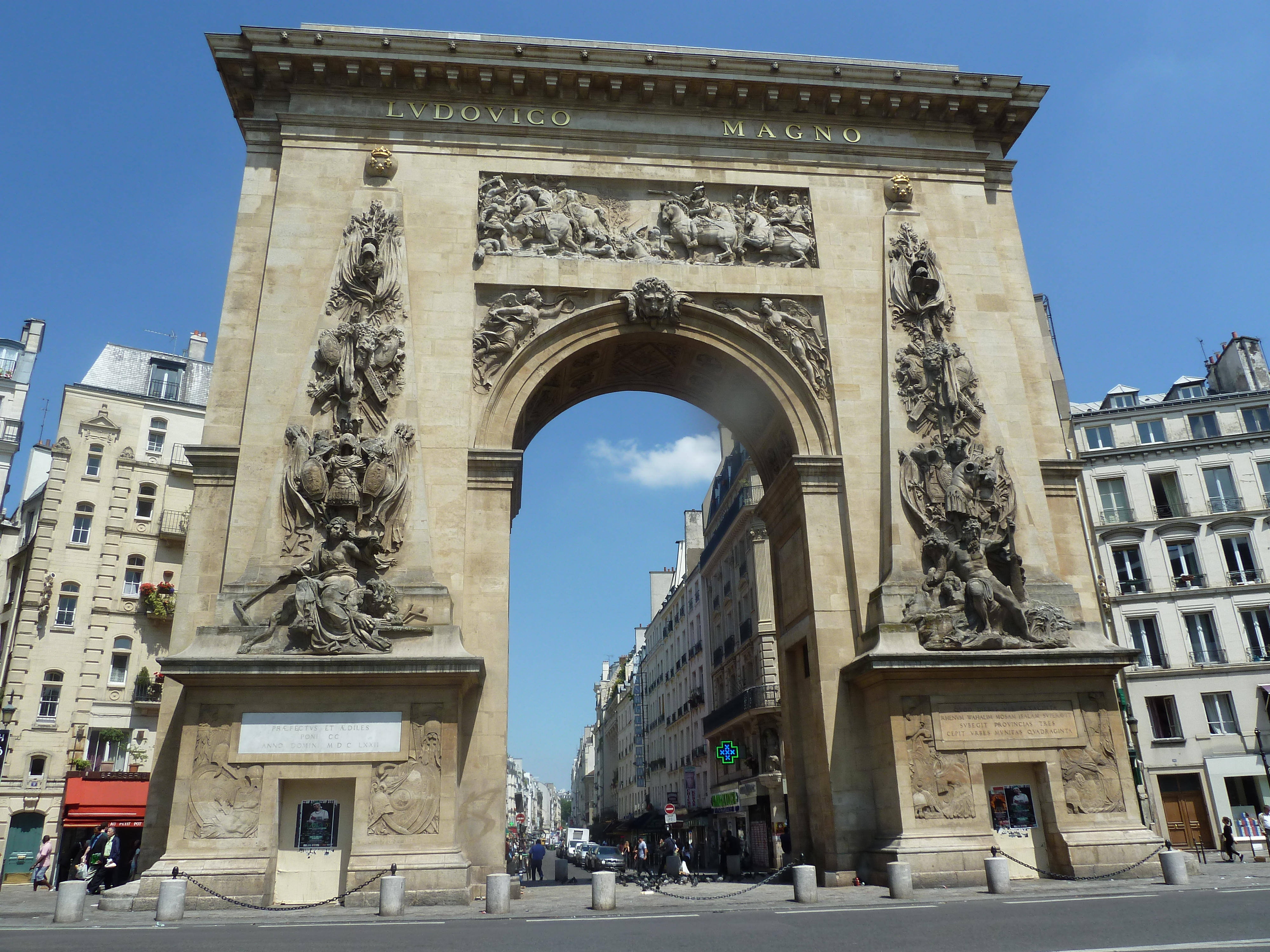
Boulevard Saint-Denis mit dem namensgebenden Porte Saint-Denis (Juni 2014)

Die Dekrete vom 7. Juni 1670 und 11. März 1671 sahen nach Abtragung der Pariser Stadtmauern den Bau von großangelegten Boulevards vor. Die Fertigstellung des 37 Meter breiten boulevard Saint-Denis erfolgte nach einer im Juli 1676 erteilten Konzession. Im Plan de Turgot von 1739 hieß er noch „rue Neuve d’Orléans“, auf den Stadtplänen aus 1760 und 1771 trug er keinen Namen. Während der Französischen Revolution hieß er zwischen 1789 und 1799 „boulevard Franciade“. Er ist seitdem nach der Porte Saint-Denis benannt, einem erhaltenen Tor der ehemaligen Stadtmauer. Der vollständige Abriss dieser Stadtmauer erfolgte bis 1828. Der boulevard Saint-Denis lag auf einem kleinen Hügel, so dass 1828 eine Planierung für die bessere Befahrbarkeit mit Pferdefuhrwerken auf dem zunächst 10 Meter breiten Boulevard sorgte. Seine Verbreiterung auf die heutigen 37 Meter ist einer Anordnung vom 6. Mai 1836 zu verdanken. Hausnummern gibt es hier seit dem 15. März 1883.

## Bauwerke
Die Porte Saint-Denis wurde im Jahre 1672 von François Blondel zum Andenken an die Eroberungen Ludwigs XIV. im Holländischen Krieg (1672–1678) und am Niederrhein (1672–1678) errichtet, die durch den Frieden von Nimwegen beendet wurden. Das Basrelief über dem Torbogen stellt einen Rheinübergang dar. Die Porte Saint-Martin am anderen Ende der Straße entstand 1674 ebenfalls zu Ehren König Ludwigs XIV. im Gedenken an seine Siege in der Franche-Comté während des Holländischen Krieges. Sie wurde von Pierre Bullet errichtet, einem Schüler Blondels. In Nr. 18–20 befindet sich der Eingang zur Passage du Prado, die im Jahre 1830 entstand.